# Virgen de la escalera (Andrea del Sarto)
La Virgen con el Niño entre San Mateo y un ángel, también conocida como Virgen de la escalera (Madonna della Scala), es una pintura al óleo sobre tabla de 177 x 135 cm de Andrea del Sarto, datada en 1522-1523 y conservada en el Museo del Prado de Madrid.

## Historia
La obra fue encargada por el banquero Lorenzo de Bernardo Jacopi, lo que explica la presencia de san Mateo, patrono de su profesión en cuanto fue, antes de la llamada entre los apóstoles, recaudador de impuestos para el imperio romano (Mt 9, 9).
A principios del siglo XVII la obra pertenecía a la familia Gonzaga, duques de Mantua. En 1627 fue vendida, dentro de un fabuloso lote de pinturas, al rey Carlos I de Inglaterra, pero tras la muerte del monarca, ejecutado en 1649, su colección salió a la venta y esta obra fue adquirida (junto con otras de igual procedencia) por el embajador español Alonso de Cárdenas, para la colección privada de Luis de Haro y Guzmán, VI marqués del Carpio, entonces valido de Felipe IV. Entró en la colección real española poco después, regalada por el marqués. En 1819 entró al Prado, procedente del monasterio de El Escorial.

## Descripción y estilo
En lo alto de unos escalones, de ahí el nombre tradicional de la obra, María está de rodillas y sujeta al Niño desnudo de pie, mientras con la otra mano se recoloca el velo movido por el viento. A sus pies están san Mateo y un ángel, mientras en la lejanía, al fondo, aparecen de espaldas una mujer y un niño caminando cogidos de la mano (Isabel y Juan Bautista huyendo de la matanza de los Inocentes) y una ciudad fortificada entre las colinas.
El análisis mediante infrarrojos reveló un trabajo complejo con varios cambios y numerosas rectificaciones antes del resultado final. El Niño estira los brazos hacia el ángel porque inicialmente le presentaba un cordero, anuncio de su futura Pasión, que acabó sustituido por un libro, en referencia al evangelio escrito por el apóstol. La escena probablemente se basa en un episodio del apócrifo Evangelio del pseudo-Mateo, que cuenta que camino de Egipto durante la huida de la matanza de los Inocentes, buscaron hospedaje en la ciudad de Sotinen, en los confines de Hermópolis, y al no hallar posada, se sentaron en las escalinatas de un templo pagano. El episodio de la matanza además, de los cuatro evangelios canónicos solo aparece narrado en el Evangelio de Mateo, el hombre sentado a la izquierda.
La estructura adopta la clásica forma piramidal, con numerosas citas a Rafael y Miguel Ángel. La Virgen con el velo recuerda por ejemplo a la Madona de Foligno de Rafael, mientras la monumentalidad de san Mateo remite a las figuras de Miguel Ángel en los frescos de la Capilla Sixtina; los ecos sin embargo no son literales ni serviles, sino que aparecen amalgamados sabiamente en el equilibrado estilo del artista.